# Opportunistic Wireless Encryption

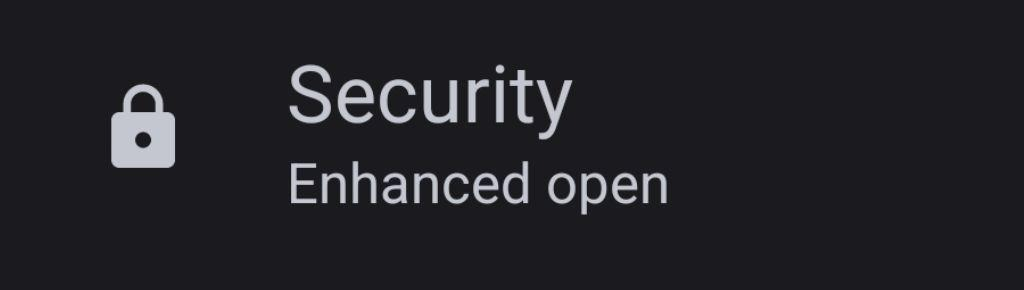
Screenshot eines Android-Gerätes aus der Wi-Fi-Konfiguration wo die Sicherheit auf „Enhanced Open“ eingestellt ist

Opportunistic Wireless Encryption (OWE) ist ein Wi-Fi-Standard, der sicherstellt, dass die Kommunikation zwischen einem öffentlichen Hot Spot und Endgeräten vor anderen Endgeräten geschützt ist. Im Gegensatz zu herkömmlichen öffentlichen Hot Spots werden die Daten verschlüsselt übertragen. Andere Endgeräte können diesen Datenverkehr zwar abhören und aufzeichnen, aber nicht entschlüsseln. Zwar sind Man-in-the-Middle-Angriffe möglich, jedoch stellt OWE eine Verbesserung dar, da Angreifer aktiv eingreifen müssen und nicht nur passiv mitzuhören brauchen.
OWE ist eine Erweiterung zur Norm IEEE 802.11, bei der ein Verschlüsselungsstandard für einen frei zugänglichen Hot Spot (WLAN) integriert wird. OWE ist ein Verschlüsselungsverfahren, das Ähnlichkeiten zu Simultaneous Authentication of Equals (SAE) aufweist und durch die Internet Engineering Task Force (IETF) in RFC 8110 spezifiziert wird. Geräte, die diesen Standard unterstützen, werden als Wi-Fi Certified Enhanced Open durch die Wi-Fi Alliance zertifiziert.